# Siphocampylus oscitans
Siphocampylus oscitans är en klockväxtart som beskrevs av B.A.Stein. Siphocampylus oscitans ingår i släktet Siphocampylus och familjen klockväxter.
Artens utbredningsområde är Peru. Inga underarter finns listade i Catalogue of Life.